# فليغيرفورر العراق
قيادة طيران العراق أو فليغيرفورر العراق ((بالألمانية: Fliegerführer Irak) كانت وحدة من سلاح الجو الألماني (لوفتفافه) تم إرسالها إلى العراق في مايو 1941 كجزء من مهمة ألمانية لدعم نظام رشيد علي خلال الحرب الأنجلو-عراقية. كانت المهمة جزءًا من جهد أكبر لكسب الدعم في الشرق الأوسط لقوى المحور ضد المملكة المتحدة وحلفائها خلال الحرب العالمية الثانية.

## خلفية
في 1 أبريل 1941، قاد رشيد علي وأعضاء «الساحة الذهبية» انقلابًا في العراق. وخلال الفترة التي سبقت الانقلاب، أبلغت رشيد علي أنصاره أن ألمانيا مستعدة للاعتراف باستقلال العراق من الإمبراطورية البريطانية، كانت أيضا مناقشات على إرسال العتاد لدعم العراقيين والفصائل العربية الأخرى في مكافحة البريطانيين.
أقنع وزير الخارجية الألماني يواكيم فون ريبنتروب الزعيم النازي أدولف هتلر في 3 مايو بإعادة الدكتور فريتز غروبا سرا إلى العراق ليترأس بعثة دبلوماسية لتوجيه الدعم لنظام رشيد علي. رافق مهمة غروبا قوة عسكرية بقيادةالقيادة العليا للفيرماخت. كان للبعثة العسكرية اسم تمويهي هيئة الأركان الخاصة أف؛ وقد اشتملت على مكونات من أبفير-براندنبورغ ومن لوفتفافه. كانت هيئة الأركان الخاصة أف بقيادة الجنرال دير فليغر هيلموت فيلمي. 
في 6 مايو، ووفقًا لـ «بروتوكولات باريس»، أبرمت ألمانيا صفقة مع حكومة فيشي الفرنسية للحصول على مواد عسكرية، بما في ذلك الطائرات، من المخزونات المختومة في سوريا ونقلها إلى العراقيين. كما وافق الفرنسيون على السماح بمرور أسلحة ومتاجر أخرى بالإضافة إلى إقراض العديد من القواعد الجوية في شمال سوريا إلى ألمانيا لنقل طائراتهم إلى العراق.
يوم 6 مايو، تلقى العقيد فيرنر جانك تعليمات في برلين أن يأخذ قوة صغيرة من الطائرات إلى العراق. كان اسمه القوة الخاصة جنك (Sonderkommando Junck)  جنك التقى مارشال الرايخ هيرمان غورينج وتمت تسميته قائد الطيران في العراق. (Fliegerführer Irak)  بعد ذلك، تحدث جينيرال لوتنانت هانز جيسكونيك إلى جنك عن مهمته في العراق، رئيس أركان غورينج. كانت طائرة Sonderkommando Junck تحمل علامات عراقية وتعمل من قاعدة جوية في الموصل، على بعد حوالي 240 ميلاً شمال بغداد.

## التكوين الأولي
كان من المقرر أن يتكون فليغيرفورر العراق من سرب من المقاتلات الثقيلة مسرشميت بي إف 110 (12 طائرة) من شتايفد 4/ ZG 76، وسرب من قاذفات هنيكل إتش إي 111 (12 طائرة). بالإضافة إلى ذلك، وللمساعدة في نقل القوة إلى العراق، تم إعارة جنك 13 يونكر يو 52 / 3متر تريموتور للنقل ويونكرز يو 90 طائرات نقل ذات أربعة محركات. كان يجب إعادة جميع وسائل النقل هذه باستثناء ثلاثة إلى اليونان على الفور للاستعداد لغزو جزيرة كريت.
رافق جنك إلى العراق الرائد أكسل فون بلومبيرج. كانت مهمة فون بلومبرغ ترأس مجموعة استطلاعية كانت تسبق الوحدة  ودمج فليغيرفورر العراق مع القوات العراقية في العمليات ضد البريطانيين. 

## الوصول

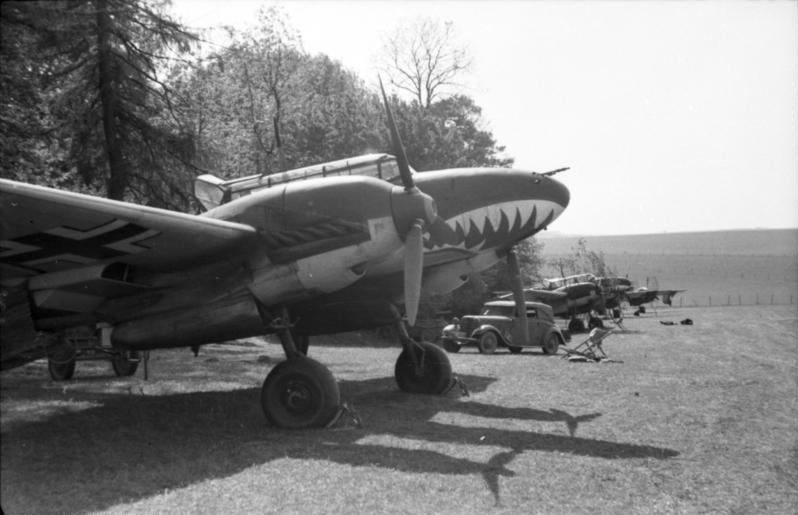
في حين أن العلامات الألمانية قد تم طلاءها برموز عراقية، فإن العديد من طائرات مسرشميت بي إف 110 في العراق لا تزال تحمل علامات «أسنان سمك القرش» ل4 / ZG 76 على أنف الطائرة.

وصل د. جروبا بمهمته إلى حلب في سوريا في 9 مايو. ورافقهما طائرتان مسرشميت بي إف 110. في 11 مايو وصلوا إلى بغداد.
في 13 مايو، وصل الجزء الأكبر من قوة جنك إلى الموصل. استغرقت رحلة الطائرة حوالي 36 ساعة وقطعة 1200 ميل. على مدى الأيام التالية، أصبحت طائرات جنك تزور بغداد بشكل متزايد.
بدأت طائرات النقل لجنك بالمرور عبر حلب إلى الموصل في 14 مايو. في هذا التاريخ، وصلت إلى الموصل ثلاث أخرى من طائرات مسرشميت بي إف 110 أس و3 هيميكل هي 111 أس. بسبب تضرر العجلات الخلفية، تركت طائرتي هينكل هي 111 أس بحمولة زائدة د في تدمر في وسط سوريا. دخلت المقاتلات البريطانيات بطريقة غير مشروعة المجال الجوي لفرنسا الفيشية وقاموا بمهاجمة الطائرتين.
في 15 مايو، وصل جنك إلى الموصل بتسع طائرات أخرى. بحلول نهاية اليوم، كان قد جمع قوة تتكون من 12 طائرة بي إف 110 أس، و5 هينيكل هي 111 أس، مجموعة اتصالات بطائرة خفيفة، قسم من المدافع المضادة للطائرات، و 3 يونكرز يو 52 أس.

## أنشطة
بدأت القوات البريطانية بالفعل في شن هجوم مضاد في العراق. بحلول 15 مايو، علم جنك أن «هابفورس» كانت في طريقها إلى قاعدة القوات الجوية الملكية الحبانية و«كينغكول» قد استولوا على قلعة الرطبة. أرسل جينك قاذفة قنابل وحيدة للعثور على «كينغكول» في الرطبة. وجدت القاذفة «كينغكول» وهاجمته، وهو الهجوم الذي نبه البريطانيين إلى المساعدة العسكرية الألمانية للنظام العراقي.
في نفس اليوم، أرسل جنك فون بلومبرغ إلى بغداد لإجراء ترتيبات لمجلس الحرب مع الحكومة العراقية. تم التخطيط للمجلس في 17 مايو. ومع ذلك، قتل فون بلومبرغ بنيران صديقة من مواقع عراقية. تم إطلاق النار عليه من طائرة هينيكل هي 111.
قام جنك بزيارة بغداد بدلاً من فون بلومبرغ في 16 مايو. والتقى بالدكتورة جروبة، ورشيد علي، واللواء أمين زكي، والعقيد نور الدين محمود، ومحمود سلمان. اتفقت المجموعة على عدد من الأولويات لفليغيرفورر العراق. الأول كان منع Kingcol من الوصول إلى قاعدة القوات الجوية الملكية الحبانية. والثاني هو أن تستولي القوات البرية العراقية على الحبانية بدعم جوي مقدم من فليغر فوهرر إيراك. كان من المهم جدًا للألمان أيضًا تزويد الجيش العراقي الملكي بـ «تقويم العمود الفقري». كان من المعروف أن الكثير من الجيش الجمهوري خائفون من قصف الطائرات البريطانية.
في نفس اليوم، رتبت جنك لغارة بواسطة فليغيرفورر العراق على الحبانية. هاجمت ستة طائرات مسرشميت بي اف 110s و3 هينيكل هي 111s القاعدة، التي فاجأت أفراد سلاح الجو الملكي هناك. ومع ذلك، في حين أن عددا من المدافعين قتلو على الأرض، خسر الألمان طائرة هينكل في مقابل هوكر هارت وغلوستر غلاديتور.
في 17 مايو، هاجمت ثلاثة طائرات مسرشميت بي اف 110s عمودًا ممتدًا من Kingcol في الصحراء المفتوحة. لحسن الحظ بالنسبة للبريطانيين، لم تهاجم المقاتلات في اليوم السابق عندما علقت العديد من المركبات في الرمال الناعمة.
في نفس اليوم، قام سلاح الجو الملكي البريطاني (RAF) بدفع جنك مرة أخرى بعملته الخاصة. ضرب الألمان في الموصل طائرتيهوكر هوريكان طويلة المدى التي كانت قد وصلت دون سابق إنذار من مصر، وست قاذفات بريستول بلينهايم من السرب 84 . وفقدت طائرة هوكر هوريكان، دمرت طائرتان ألمانيتان وألحقت بأربعة أخرى أضرار. بالإضافة إلى ذلك، واجهت مقاتلان من طراز Gladiator من الحبانية طائرتين من طراز مسرشميت 110s يحاولان الإقلاع من مطار الرشيد في بغداد. تم تدمير كلا الطائرتن.
بحلول 18 مايو، خفضت قوة جنك إلى 8 مسرشميت بي أف 110s و4 هينيكل هي 111s و 2 يونكرز يو 52s. ويمثل هذا خسارة تقارب 30 بالمائة من قوته الأصلية. مع القليل من البدائل المتاحة، وعدم وجود قطع غيار، ووقود ضعيف وهجمات عدوانية من قبل البريطانيين، فإن هذا المعدل من الاستنزاف لم يبشر بالخير بالنسبة لفليغيرفورر العراق. بحلول نهاية شهر مايو، فقد جنك 14 مسرشميت و5 هينيكل.

أصدر هتلر «توجيه الفوهرر رقم 30 في 23 مايو». وقالت، من بين أمور أخرى 
| « | "The Arab Freedom Movement in the Middle East is our natural ally against England. In this connection special importance is attached to the liberation of Iraq ... I have therefore decided to move forward in the Middle East by supporting Iraq." | » |

في 27 مايو، وصلت اثنا عشر مقاتلة إيطالية من طراز فيات CR.42 لريجيا ايرونوتيكا (سلاح الجو الملكي الإيطالي) إلى الموصل للعمل تحت القيادة الألمانية. وبحلول 29 مايو، تم الإبلاغ عن طائرات إيطالية فوق بغداد. وفقا لنستون تشرشل، لم تحقق الطائرة الإيطالية أي شيء. تشير تقارير أخرى إلى أنهم وصلوا بالفعل في الوقت المناسب للمشاركة في المعركة الجوية النهائية لحملة العراق في 29 مايو، وسجلوا انتصارات ضد السرب 94 لسلاح الجو الملكي البريطاني.
أرسلت جروبا رسالة ذعر من بغداد إلى برلين في 28 مايو / أيار تفيد أن البريطانيين كانوا قريبين من المدينة بأكثر من «مائة دبابة». بحلول ذلك الوقت، لم يكن لدى جنك أي طائرة مسرشميت بي أف 110s جاهزة للخدمة وطائرتي هينيكل هي 111s فقط بأربع قنابل فقط فيما بينهما.
غادرت البعثة العسكرية الألمانية العراق تحت غطاء الظلام في 29 مايو. هرب د. جروبا بنفسه من العراق في اليوم التالي. 

## القادة
- جنرال لوتنانت هانز جيسكونيك - من 6 مايو 1941 إلى 29 مايو 1941 (في أوروبا)
- الكولونيل فيرنر جونك - من 6 مايو 1941 إلى 29 مايو 1941 (في العراق)

## الحواشي
1. ↑  Some sources indicate that this unit was named "Special Force Junck" (Sonderkommando Junck)

## روابط خارجية
- "Archibald Wavell's Despatch on Operations in Iraq, East Syria, and Iran From 10th April, 1941 to 12th January 1942" (PDF). Supplement to the London Gazette, Number 37685. 13 أغسطس 1946. مؤرشف من الأصل (PDF) في 2021-02-26. اطلع عليه بتاريخ 2009-09-26.
- "With Roosevelt in Iraq". Time Magazine. 2 يونيو 1941. مؤرشف من الأصل في 2020-04-05. اطلع عليه بتاريخ 2009-07-17.